# Mark Olberding
Mark Olberding, né le 21 avril 1956 à Melrose (Minnesota), est un ancien joueur de basket-ball.

## Biographie
Son lycée de Melrose accède au championnat de l’État de 1972 à 1974 et le remporte cette dernière année avant qu'il n'accède à l'université. Il ne joue ensuite qu'une seule saison en NCAA avec les Golden Gophers du Minnesota, jouant notamment avec Ray Williams et Mychal Thompson, avant de passer professionnel, drafté en 1975 en ABA par les Sails de San Diego. Il est alors le plus jeune joueur de l'ABA n'atteignant 20 ans que lors des play-offs.
Il commence sa carrière professionnelle en ABA au Sails de San Diego puis au Spurs de San Antonio (1975–1976). Il est élu dans le meilleur cinq des rookies d'ABA. Il reste aux Spurs, cette fois en NBA jusqu'en 1982, puis effectue la saison NBA 1982-1983 aux Bulls de Chicago, ayant été transféré dans l'Illinois avec Dave Corzine et de l'argent contre Artis Gilmore. Les Bulls l'envoient le 28 juin 1983 avec Larry Micheaux aux Kings de Kansas City (futurs qui deviennent Kings de Sacramento) contre Chris McNealy, Ennis Whatley et un second tour de la Draft 1984 de la NBA (qui sera Ben Coleman).
Lors d'une rencontre le 21 janvier 1977, il réussit ses dix tirs face aux Celtics de Boston.
Il dispute la saison 1987-1988 en Italie au Benetton Trévise.
Dans les années 80, le jeu physique des coéquipiers d'Olberding aux Spurs, George Johnson, Dave Corzine, Kevin Restani, Paul Griffin et Reggie Johnson les fait surnommer The Bruise Brothers.
Après sa carrière de joueur, il vit à San Antonio et devient coach à l'Université du Texas à San Antonio.

## Distinctions personnelles
- Meilleur cinq des rookies ABA (1976[1])